# Phalacropterix atra
Phalacropterix atra är en fjärilsart som beskrevs av Freyer 1837. Phalacropterix atra ingår i släktet Phalacropterix och familjen säckspinnare. Inga underarter finns listade i Catalogue of Life.